# Irmela Erckenbrecht
Irmela Erckenbrecht (* 1958 in Kassel) ist eine deutsche Schriftstellerin und Buchübersetzerin.

## Leben
Aufgewachsen in Bad Emstal, studierte Irmela Erckenbrecht Anglistik und Sozialwissenschaften in Göttingen und Bristol. Seit 1984 ist sie als literarische Übersetzerin selbstständig. Sie übersetzt Sach- und Kinderbücher, vor allem aber literarische Werke aus Großbritannien, Irland und Nordamerika, unter anderem die Autoren Avery Corman, Margaret Drabble, Michael Frayn, Edna O’Brien, Vita Sackville-West und Jane Smiley. In Anerkennung ihrer übersetzerischen Tätigkeit bekam sie 1995 das Förderstipendium für Literatur des Landes Niedersachsen.
Seit 1996 ist Irmela Erckenbrecht zudem Autorin erfolgreicher Koch- und Gartenbücher. Grundlegend sind ihre in mehrere Sprachen übersetzten Bücher über die Kräuterspirale. Sie ist aktives Mitglied der BücherFrauen e.V. – Women in Publishing und leitet den Verein Veggietag Göttingen e.V.
Irmela Erckenbrecht lebt in Nörten-Hardenberg bei Göttingen.

## Werke
- Querbeet – Vegetarisch kochen rund ums Gartenjahr. pala-verlag, Darmstadt 1996/2010, ISBN 978-3-89566-279-9
- Zucchini – Ein Erste-Hilfe-Handbuch für die Ernteschwemme. (mit Cartoons von Renate Alf). pala-verlag, Darmstadt 1997, ISBN 978-3-89566-346-8
- Das vegetarische Baby – Schwangerschaft, Stillzeit, Erstes Lebensjahr. pala-verlag, Darmstadt 1999, ISBN 978-3-89566-308-6
- So schmeckt's Kindern vegetarisch. pala-verlag, Darmstadt 2001, ISBN 978-3-89566-304-8
- Die Kräuterspirale – Bauanleitung, Kräuterportraits, Rezepte. pala-verlag, Darmstadt 2003, ISBN 978-3-89566-290-4
- Erbsenalarm! Köstliche Geschichten und Rezepte rund um die Prinzessin auf der Erbse. (mit Cartoons von Renate Alf). pala-verlag, Darmstadt 2004, ISBN 978-3-89566-201-0
- Das Wechseljahre-Kochbuch – Gesund essen, gesund bleiben. pala-verlag, Darmstadt 2005, ISBN 978-3-89566-212-6
- Wie baue ich eine Kräuterspirale? Leitfaden für die Gartenpraxis. pala-verlag, Darmstadt 2006, ISBN 978-3-89566-220-1
- Vegetarisch und gesund durch die Schwangerschaft – kompetenter Rat, praktische Tipps, vollwertige Rezepte. pala-verlag, Darmstadt 2007, ISBN 978-3-89566-231-7
- Neue Ideen für die Kräuterspirale – Themenspiralen, Gestaltungsvorschläge, Variationen. pala-verlag, Darmstadt 2008, ISBN 978-3-89566-240-9
- Rosmarin und Pimpinelle – Das Kochbuch zur Kräuterspirale. pala-verlag, Darmstadt 2009, ISBN 978-3-89566-256-0
- Sichtschutz im lebendigen Garten – Kreative Lösungen für Gartengrenzen, Sitzplätze und Terrassen (Mit Rainer Lutter). pala-verlag, Darmstadt 2010, ISBN 978-3-89566-268-3
- American Veggie – Vegetarische Streifzüge durch die USA. pala-verlag, Darmstadt 2011, ISBN 978-3-89566-297-3
- Der Spielgarten – Naturnahe Erlebnisräume für Kinder im Garten (zusammen mit Rainer Lutter). pala-verlag, Darmstadt 2012, ISBN 978-3-89566-313-0
- Teenager auf Veggiekurs – Vegetarische Lieblingsgerichte für Jugendliche (mit Cartoons von Renate Alf). pala-verlag, Darmstadt 2013, ISBN 978-3-89566-321-5
- Vegane Menüs – Gäste einladen, bewirten, verwöhnen. pala-verlag, Darmstadt 2013, ISBN 978-3-89566-328-4
- Probier's vegan – Ein Leitfaden zur veganen Ernährung mit großem Praxisteil. pala-verlag, Darmstadt 2014, ISBN 978-3-89566-335-2
- Farbstark mit sevengardens – Das Färbergartennetzwerk für eine bessere Welt. (zusammen mit Peter Reichenbach) pala-verlag. Darmstadt 2017, ISBN 978-3-89566-370-3
- Auf Veggiekurs durch die Schwangerschaft. pala-verlag. Darmstadt 2021, ISBN 978-3-89566-411-3